# Stanley Hayer
Stanley Hayer (* 19. Juli 1973 in Edmonton, Alberta) ist ein ehemaliger kanadisch-tschechischer Skiläufer. Er war zunächst alpiner Skiläufer und wechselte dann als knapp 30-jähriger zum Skicross.

## Biografie

### Ski Alpin
Hayer, dessen Eltern aus der damaligen Tschechoslowakei nach Kanada einwanderten, begann seine Karriere Anfang der 1990er Jahre als alpiner Skiläufer. Im Unterschied zu vielen anderen kanadischen Skiläufern dieser Zeit war er kein Abfahrer, sondern Spezialist für den Slalom. In den Saisons 1994/95 und 1997/98 gewann er die Slalomwertung des Nor-Am Cup. Von 1994 bis 1996 wurde er dreimal in Folge Kanadischer Meister in dieser Disziplin, zudem 1994 auch in der Kombination. Im Alpinen Skiweltcup erreichte er in der Saison 1994/95 mehrmals die Punkteränge, erstmals in Tignes im Dezember 1994 mit Rang 24. Zwei Monate später wurde er in Furano Zwölfter, das beste Slalom-Weltcupresultat seiner Karriere. Die folgenden Saisons waren weit weniger erfolgreich: Er kam im Weltcup nur mehr selten unter die besten 30 und verlor seinen Platz im kanadischen Kader.
Hayer wechselte daraufhin nach der Saison 1999 zum tschechischen Skiverband. Auch hier blieben Erfolge zunächst aus, doch in der Saison 2001/02 gelangen ihm einige gute Resultate, auch Platz sechs in der klassischen Kombination in Wengen. Bei den Olympischen Spielen 2002 war er Mitglied der tschechischen Mannschaft und wurde 15. im Slalom und 10. in der Kombination. In dieser Saison wurde Hayer auch Tschechischer Meister im Slalom. 2005 beendete er seine Alpine Skikarriere.
An Alpinen Skiweltmeisterschaften nahm Stanley Hayer fünfmal teil: In der Sierra Nevada 1996, in Sestriere 1997 und in Vail 1999 startete er für den kanadischen Verband, 2001 in St. Anton und 2003 in St. Moritz für Tschechien. Sein bestes WM-Resultat war der 16. Platz im Slalom von Vail.

### Skicross
Während Hayer noch für den tschechischen Verband Slalomrennen fuhr, bestritt er bereits Wettbewerbe im Skicross. Bereits in seiner zweiten Weltcupsaison 2004/05 stand er viermal als Zweiter auf dem Podest und klassierte sich in der Gesamtwertung als Dritter. Im Sommer 2007 wechselte er zurück zum kanadischen Verband und wurde in der folgenden Saison wieder Gesamtdritter. Insgesamt errang er zwölf Podestplätze, jedoch nie einen Weltcupsieg.
Noch für Tschechien war Stanley Hayer bei den Freestyle-Weltmeisterschaften 2005 in Ruka und 2007 in Madonna di Campiglio am Start, wobei er 2007 die Silbermedaille gewann. Außerhalb des Wettkampfsystems des Internationalen Skiverbandes FIS konnte Hayer Rennen gewinnen. Sein wohl größter Erfolg war der Sieg im Skicross-Wettbewerb der Winter-X-Games 2009; ein Jahr zuvor, bei den Winter-X-Games 2009, hatte er die Silbermedaille gewonnen.
Für Kanada nahm Hayer an den Olympischen Winterspielen 2010 teil, wo er auf den zehnten Platz fuhr. Er verabschiedete sich daraufhin aus dem Weltcup und fuhr noch drei Winter lang im Nor-Am Cup, ehe er im März 2013 seinen Rücktritt vom Spitzensport erklärte. Seit 2015 ist Hayer als Cheftrainer der kanadischen Skicross-Nationalmannschaft tätig und feierte mit ihr zahlreiche Erfolge.

## Erfolge

### Olympische Spiele
| Ski Alpin: - 2002 Salt Lake City: 10. Kombination, 15. Slalom, 25. Riesenslalom | Skicross: - 2010 Vancouver: 10. Skicross |

### Weltmeisterschaften
| Ski Alpin: - 1996 Sierra Nevada: 20. Slalom - 1997 Sestriere: 23. Slalom - 1999 Vail/Beaver Creek: 16. Slalom - 2001 St. Anton: 25. Riesenslalom, 27. Slalom - 2003 St. Moritz: 20. Kombination, 23. Slalom | Skicross: - 2005 Ruka: 8. Skicross - 2007 Madonna di Campiglio: 2. Skicross - 2009 Inawashiro: 22. Skicross |

### Juniorenweltmeisterschaften
Ski Alpin:
- 1991 Geilo: 13. Kombination, 27. Slalom, 35. Abfahrt, 46. Riesenslalom
- 1992 Maribor: 18. Slalom, 34. Abfahrt

### Weltcup
| Ski Alpin: - 2 Platzierungen unter den besten 15 | Skicross: - 3. Platz Skicross-Disziplinenwertung: 2004/05, 2007/08 - 12 Podestplätze |

### Weitere Erfolge
| Ski Alpin: - Gewinn der Slalomwertung des Nor-Am Cup in den Saisons 1994/95 und 1997/98 - 11 Siege in Nor-Am-Rennen (ab 1994/95) - 31 Siege in FIS-Rennen (ab 1994/95) - 4 kanadische Meistertitel (Slalom 1994, 1995 und 1996; Kombination 1994) - 1 tschechischer Meistertitel (Slalom 2002) | Skicross: - Winter-X-Games 2009: 1. Platz Skicross - Winter-X-Games 2008: 2. Platz Skicross - 1 Podestplatz im Europacup |